# Coptops ocellifera
Coptops ocellifera là một loài bọ cánh cứng trong họ Cerambycidae.